# Nekrolog Dezember 2013
Nekrolog
◄◄
| ◄
| 2009
| 2010
| 2011
| 2012
| 2013 | 2014 | 2015 | 2016 | 2017 | ► | ►►
Januar |
Februar |
März |
April |
Mai |
Juni |
Juli |
August |
September |
Oktober |
November |
Dezember 2013
Weitere Ereignisse | Allgemeiner Nekrolog 2013
Die Beschreibung der verstorbenen Person sollte so kurz wie möglich gehalten sein und nur deren signifikante Tätigkeit(en) enthalten.
Neue Namen ggf. auch unter dem Geburts- und Sterbedatum, also etwa unter 1. Januar und im Geburts- und Sterbejahr (2024) eintragen (nur bei entsprechender großer Wichtigkeit). Für Beispiele siehe die schon vorhandenen Artikel.
Außerdem über die fünf zuletzt Verstorbenen, zu denen es einen ausreichend guten Artikel für eine Präsentation auf der Hauptseite gibt, nach der todesbedingten Überarbeitung der Artikel ggf. auch unter Wikipedia Diskussion:Hauptseite informieren und sie am besten auch in den anderen Wikipedia-Sprachversionen eintragen. Tipp: Regelmäßig bei news.google.de nach „ist tot“, „gestorben“ oder „verstorben“ suchen.
Wenn eine Person gestorben ist, gibt es viele Seiten zu dieser Person in der Wikipedia, die davon auch betroffen sind und entsprechend aktualisiert werden müssen. Beispiele: Namenübersichtsseite, Geburtsjahr, Geburtsort-Seiten und viele mehr.
Wie finde ich die betroffenen Seiten?
Im Suchfeld auf der linken Seite gibt man den Suchbegriff so ein: „Vorname Nachname“. Dann klickt man auf Volltext und alle Seiten mit entsprechendem Suchtext werden aufgerufen. Hier sieht man dann schnell, wo auch das Todesjahr Sinn macht oder sogar ein Teil des Artikels angepasst werden muss. Auch hilft das „Werkzeug“ auf der linken Seite sehr gut, um solche Seiten aufzufinden: „Links auf diese Seite“. Somit ist die Wikipedia wieder aktuell in allen Bereichen! Hinweis: bei Eintragung der Kategorie „Gestorben JAHR“ wird der Missbrauchsfilter 49 ausgelöst, was jedoch nicht schlimm ist. Siehe: Spezial:Missbrauchsfilter/49
Dies ist eine Liste von im Dezember 2013 verstorbenen bekannten Persönlichkeiten. Die Einträge erfolgen innerhalb der einzelnen Daten alphabetisch sortiert. Tiere sind im Nekrolog für Tiere zu finden.

## Dezember
| Tag          | Name                                     | Beruf, bekannt als                                                                     | Alter | Beleg  |
| ------------ | ---------------------------------------- | -------------------------------------------------------------------------------------- | ----- | ------ |
| 1. Dezember  | Alfonso Armada                           | spanischer General                                                                     | 93    |        |
| 1. Dezember  | Heinrich Boere                           | deutsch-niederländischer SS-Angehöriger und Kriegsverbrecher                           | 92    |        |
| 1. Dezember  | Stirling Colgate                         | US-amerikanischer Physiker                                                             | 88    |        |
| 1. Dezember  | T. R. Fehrenbach                         | US-amerikanischer Historiker und Journalist                                            | 88    |        |
| 1. Dezember  | Marga Heiden                             | deutsche Theaterschauspielerin                                                         | 92    | [ 1 ]  |
| 1. Dezember  | Antônio Lino da Silva Dinis              | brasilianischer Bischof                                                                | 70    |        |
| 1. Dezember  | Martin Noel-Buxton, 3. Baron Noel-Buxton | britischer Peer und Politiker                                                          | 72    |        |
| 1. Dezember  | François Rigaux                          | belgischer Jurist                                                                      | 87    |        |
| 1. Dezember  | Fernando Sabogal Viana                   | kolumbianischer Weihbischof                                                            | 72    |        |
| 1. Dezember  | Friedrich-Otto Scharbau                  | deutscher Theologe                                                                     | 78    | [ 2 ]  |
| 1. Dezember  | Manfred Scherzer                         | deutscher Violinist und Dirigent                                                       | 80    |        |
| 1. Dezember  | André Schiffrin                          | US-amerikanischer Herausgeber und Verleger                                             | 78    |        |
| 1. Dezember  | Martin Sharp                             | australischer Karikaturist, Songwriter und Filmemacher                                 | 71    |        |
| 1. Dezember  | Alejandro Urdapilleta                    | uruguayischer Schauspieler und Schriftsteller                                          | 59    |        |
| 2. Dezember  | William Allain                           | US-amerikanischer Jurist und Politiker                                                 | 85    |        |
| 2. Dezember  | Iván Bächer                              | ungarischer Schriftsteller und Journalist                                              | 56    |        |
| 2. Dezember  | Johannes Beck                            | deutscher Pädagoge und Soziologe                                                       | 75    |        |
| 2. Dezember  | Dieter Bedürftig                         | deutscher Fußballspieler                                                               | 75    |        |
| 2. Dezember  | Gaetano Benedetti                        | italienischer Psychiater                                                               | 93    |        |
| 2. Dezember  | Jean-Claude Béton                        | französischer Unternehmer                                                              | 88    |        |
| 2. Dezember  | Roberto Capablanca                       | argentinischer Humorist                                                                | 94    |        |
| 2. Dezember  | Brian Hitchen                            | britischer Journalist und Herausgeber                                                  | 77    |        |
| 2. Dezember  | François Lebrun                          | französischer Historiker                                                               | 90    |        |
| 2. Dezember  | Kaija Menger                             | finnische Auslandsfennistikerin und Kulturbotschafterin                                | 79    |        |
| 2. Dezember  | Junior Murvin                            | jamaikanischer Reggaemusiker                                                           | 67    |        |
| 2. Oktober   | Benjamin Dwomoh                          | ghanaischer Fußballschiedsrichter                                                      | 78    |        |
| 2. Dezember  | Helmut Rausch                            | deutscher Unternehmer und Kunsthistoriker                                              | 77    |        |
| 2. Dezember  | Pedro Rocha                              | uruguayischer Fußballspieler und -trainer                                              | 70    |        |
| 2. Dezember  | Vernon Shaw                              | dominicanischer Politiker                                                              | 83    |        |
| 2. Dezember  | Rolf Szymanski                           | deutscher Bildhauer                                                                    | 85    |        |
| 2. Dezember  | Christopher Evan Welch                   | US-amerikanischer Schauspieler                                                         | 48    |        |
| 3. Dezember  | John Albery                              | britischer Chemiker                                                                    | 77    |        |
| 3. Dezember  | Paul Aussaresses                         | französischer General                                                                  | 95    |        |
| 3. Dezember  | Aleksij Anatolij Frolow                  | russischer Bischof                                                                     | 67    |        |
| 3. Dezember  | Reda Mahmoud Hafez Mohammed              | ägyptischer Militär                                                                    | 61    |        |
| 3. Dezember  | Kurt Kochsiek                            | deutscher Internist                                                                    | 83    |        |
| 3. Dezember  | Norbert Kuchinke                         | deutscher Journalist                                                                   | 73    |        |
| 3. Dezember  | Ahmed Fuad Negm                          | ägyptischer Dichter                                                                    | 84    |        |
| 3. Dezember  | Ida Pollock                              | britische Schriftstellerin                                                             | 105   |        |
| 3. Dezember  | Ernst Rebentisch                         | deutscher Offizier, Chirurg und Sanitätsoffizier                                       | 93    |        |
| 3. Dezember  | Frank Rozendaal                          | niederländischer Ornithologe                                                           | 56    |        |
| 3. Dezember  | Anneliese Schröder                       | deutsche Kunsthistorikerin und Museumsleiterin                                         | 89    |        |
| 3. Dezember  | Alfredas Širmulis                        | litauischer Kunsthistoriker                                                            | 75    |        |
| 3. Dezember  | Kurt Wagner                              | rumänischer Handballspieler                                                            | 86    |        |
| 4. Dezember  | McDonald Bailey                          | trinidadisch-britischer Leichtathlet                                                   | 92    |        |
| 4. Dezember  | Heribert Boeder                          | deutscher Philosoph                                                                    | 85    |        |
| 4. Dezember  | Henry Cubitt, 4. Baron Ashcombe          | britischer Peer und Politiker                                                          | 89    |        |
| 4. Dezember  | Roland Geitmann                          | deutscher Jurist                                                                       | 72    |        |
| 4. Dezember  | Charles Grigg                            | britischer Comiczeichner                                                               | 97    |        |
| 4. Dezember  | Nelly Rudin                              | Schweizer Künstlerin                                                                   | 85    |        |
| 4. Dezember  | Max Ruh                                  | Schweizer Historiker und Sammler                                                       | 75    |        |
| 4. Dezember  | Werner Voss                              | deutscher Radiomoderator                                                               | 72    |        |
| 5. Dezember  | Jean-Luc Benoziglio                      | Schweizer Schriftsteller                                                               | 72    |        |
| 5. Dezember  | Günther Förg                             | deutscher Maler, Bildhauer und Fotokünstler                                            | 61    |        |
| 5. Dezember  | Barry Jackson                            | britischer Schauspieler                                                                | 75    |        |
| 5. Dezember  | Ilse Kaisen                              | deutsche Philanthropin und Stiftungskuratorin                                          | 90    |        |
| 5. Dezember  | Nelson Mandela                           | südafrikanischer Freiheitskämpfer und Politiker                                        | 95    |        |
| 5. Dezember  | Andy Pierce                              | schwedischer Metal-Sänger                                                              | 45    |        |
| 5. Dezember  | Enrique Quintana Achával                 | argentinischer Diplomat                                                                | 96    |        |
| 5. Dezember  | Cynthia Russett                          | US-amerikanische Historikerin                                                          | 76    |        |
| 5. Dezember  | Erich Schmeil                            | deutscher Fußballspieler und -trainer                                                  | 70    |        |
| 5. Dezember  | Lukrezia Seiler                          | Schweizer Publizistin                                                                  | 79    |        |
| 5. Dezember  | David Vestal                             | US-amerikanischer Fotograf, Kritiker und Lehrer                                        | 89    |        |
| 5. Dezember  | Jeanne Wayre                             | britische Naturschützerin                                                              | 86    |        |
| 5. Dezember  | Colin Wilson                             | britischer Schriftsteller                                                              | 82    |        |
| 5. Dezember  | Ferry Wimmer                             | österreichischer Sportjournalist                                                       | 93    |        |
| 5. Dezember  | Otto Wutzel                              | österreichischer Kunsthistoriker                                                       | 95    |        |
| 6. Dezember  | Jean Marie Bosser                        | französischer Botaniker und Agraringenieur                                             | 90    | [ 3 ]  |
| 6. Dezember  | Manuel Pio Correia Júnior                | brasilianischer Diplomat                                                               | 95    |        |
| 6. Dezember  | Jean-Pierre Desthuilliers                | französischer Schriftsteller und Dichter                                               | 74    |        |
| 6. Dezember  | Gottfried Ensslin                        | deutscher Schwulenaktivist                                                             | 67    |        |
| 6. Dezember  | Philippe Favre                           | Schweizer Automobilrennfahrer                                                          | 51    |        |
| 6. Dezember  | Manfred Fischer                          | deutscher Pfarrer                                                                      | 65    |        |
| 6. Dezember  | Tom Krause                               | finnischer Opernsänger                                                                 | 79    |        |
| 6. Dezember  | Henri Maldiney                           | französischer Philosoph                                                                | 101   |        |
| 6. Dezember  | Walter Nachtwey                          | deutscher Fußballspieler                                                               | 79    |        |
| 6. Dezember  | Nya Quesada                              | argentinische Schauspielerin                                                           | 94    |        |
| 6. Dezember  | Alwin Renker                             | deutscher Theologe                                                                     | 82    |        |
| 6. Dezember  | Bernd Schneider                          | deutscher Politiker                                                                    | 88    |        |
| 6. Dezember  | Stan Tracey                              | britischer Jazzmusiker                                                                 | 86    |        |
| 6. Dezember  | Louis Waldon                             | US-amerikanischer Schauspieler                                                         | 78    |        |
| 6. Dezember  | Kate Williamson                          | US-amerikanische Schauspielerin                                                        | 82    |        |
| 7. Dezember  | Alan Bridges                             | britischer Regisseur, Schauspieler und Produzent                                       | 86    |        |
| 7. Dezember  | Jack Fishman                             | US-amerikanischer Pharmakologe                                                         | 83    |        |
| 7. Dezember  | Jorge „Negro“ González                   | argentinischer Jazzbassist und Club-Betreiber                                          | 79    |        |
| 7. Dezember  | Philipp Hartl                            | deutscher Physiker                                                                     | 84    |        |
| 7. Dezember  | Alfred Heth                              | deutscher Künstler                                                                     | 65    |        |
| 7. Dezember  | Nadeschda Iljina                         | sowjetische Leichtathletin                                                             | 64    |        |
| 7. Dezember  | Eero Kolehmainen                         | finnischer Skilangläufer                                                               | 95    |        |
| 7. Dezember  | Jacob Matlala                            | südafrikanischer Boxer                                                                 | 51    |        |
| 7. Dezember  | Édouard Molinaro                         | französischer Filmregisseur                                                            | 85    |        |
| 7. Dezember  | Allen Rosenberg                          | US-amerikanischer Rudertrainer                                                         | 82    |        |
| 7. Dezember  | Michael Vetter                           | deutscher Komponist, Schriftsteller und Künstler                                       | 70    |        |
| 7. Dezember  | Chick Willis                             | US-amerikanischer Bluesmusiker                                                         | 79    |        |
| 8. Dezember  | Reinhard Brock                           | deutscher Synchronsprecher und Dialogregisseur                                         | 62    |        |
| 8. Dezember  | John W. Cornforth                        | australischer Chemiker, Chemienobelpreisträger                                         | 96    |        |
| 8. Dezember  | Lothar Haase                             | deutscher Politiker                                                                    | 90    |        |
| 8. Dezember  | Jens Huckeriede                          | deutscher Filmemacher                                                                  | 64    |        |
| 8. Dezember  | Hung Sin-nui                             | chinesische Opernsängerin und Schauspielerin                                           | 88    |        |
| 8. Dezember  | Lynne Kieran                             | britische Sängerin                                                                     | 53    |        |
| 8. Dezember  | Nikolaus Laing                           | deutscher Ingenieur, Meteorologe und Physiker                                          | 92    |        |
| 8. Dezember  | Jaap van der Lee                         | niederländischer Politiker                                                             | 95    |        |
| 8. Dezember  | Mado Maurin                              | französische Schauspielerin                                                            | 98    |        |
| 8. Dezember  | Marc Mendelson                           | belgischer Maler, Grafiker und Bildhauer                                               | 98    |        |
| 8. Dezember  | José Mercado                             | mexikanischer Radrennfahrer                                                            | 75    |        |
| 8. Dezember  | Don Mitchell                             | US-amerikanischer Schauspieler                                                         | 70    |        |
| 8. Dezember  | Cornelio Padilla                         | philippinischer Radrennfahrer                                                          | 67    |        |
| 8. Dezember  | Meinhard Puhl                            | deutscher Jazzmusiker und Arrangeur                                                    | 71    |        |
| 8. Dezember  | Ernest Sauter                            | deutscher Komponist                                                                    | 85    |        |
| 8. Dezember  | Sándor Szokolay                          | ungarischer Komponist                                                                  | 82    |        |
| 8. Dezember  | Günther Vormum                           | deutscher Chemiker                                                                     | 87    |        |
| 8. Dezember  | Horst Wenzel                             | deutscher Mathematiker                                                                 | 91    |        |
| 9. Dezember  | Rudolf Böhm                              | deutscher Anglist, Literaturwissenschaftler und Hochschullehrer                        | 78    |        |
| 9. Dezember  | Kees Brusse                              | niederländischer Schauspieler                                                          | 88    |        |
| 9. Dezember  | Alberto Foguelman                        | argentinischer Schachspieler                                                           | 90    |        |
| 9. Dezember  | Ulrich Groenke                           | deutscher Fennist                                                                      | 89    |        |
| 9. Dezember  | Barbara Hesse-Bukowska                   | polnische Pianistin                                                                    | 83    |        |
| 9. Dezember  | Jovo Kapičić                             | jugoslawischer Politiker und Diplomat                                                  | 94    |        |
| 9. Dezember  | Eleanor Parker                           | US-amerikanische Schauspielerin                                                        | 91    |        |
| 9. Dezember  | Matteo Pellicone                         | italienischer Sportfunktionär                                                          | 78    |        |
| 9. Dezember  | Klára Tóth                               | ungarische Chemikerin                                                                  | 74    |        |
| 9. Dezember  | Peter Urban                              | deutscher Schriftsteller und Übersetzer                                                | 72    |        |
| 10. Dezember | Jimmy Amadie                             | US-amerikanischer Jazzpianist                                                          | 76    |        |
| 10. Dezember | Jim Hall                                 | US-amerikanischer Jazzmusiker                                                          | 83    |        |
| 10. Dezember | Margot Kruse                             | deutsche Romanistin                                                                    | 85    |        |
| 10. Dezember | Peter Pauson                             | deutsch-britischer Chemiker                                                            | 88    |        |
| 10. Dezember | Rossana Podestà                          | italienische Schauspielerin                                                            | 79    |        |
| 10. Dezember | Ilse Reil                                | deutsche Blockflötistin                                                                | 94    |        |
| 10. Dezember | Hans Schäfer                             | deutscher Mediziner                                                                    | 85    |        |
| 10. Dezember | Uwe Tanneberg                            | deutscher Jurist und Verwaltungsbeamter                                                | 73    |        |
| 10. Dezember | Martijn Teerlinck                        | belgischer Musiker                                                                     | 26    |        |
| 11. Dezember | Eberhard Berent                          | deutsch-US-amerikanischer Germanist                                                    | 89    |        |
| 11. Dezember | Willi End                                | österreichischer Bergsteiger, Fotograf und Sachbuchautor                               | 92    |        |
| 11. Dezember | Nadir Afonso                             | portugiesischer Maler und Architekt                                                    | 93    |        |
| 11. Dezember | Marion Asche                             | deutsche Festkörperphysikerin                                                          | 78    |        |
| 11. Dezember | Kate Barry                               | britische Fotografin                                                                   | 46    |        |
| 11. Dezember | Helmut Braig                             | deutscher Künstler                                                                     | 90    |        |
| 11. Dezember | Barbara Branden                          | kanadische Publizistin und Autorin                                                     | 84    |        |
| 11. Dezember | George Buck                              | US-amerikanischer Impresario und Musikproduzent                                        | 84    |        |
| 11. Dezember | Regina Derijewa                          | russische Dichterin, Übersetzerin und Essayistin                                       | 64    |        |
| 11. Dezember | Frederick Fox                            | britischer Hutmacher                                                                   | 82    |        |
| 11. Dezember | Werner Hinterauer                        | österreichischer Verfassungs- und Verwaltungsjurist, Richter am Verfassungsgerichtshof | 96    |        |
| 11. Dezember | Javier Jáuregui                          | mexikanischer Boxer                                                                    | 40    |        |
| 11. Dezember | Paul Liu Jinghe                          | chinesischer Bischof                                                                   | 92    |        |
| 11. Dezember | Glauco Mirko Laurelli                    | brasilianischer Filmschaffender                                                        | 83    |        |
| 11. Dezember | Heinz Schmidtke                          | deutscher Arbeitswissenschaftler                                                       | 88    |        |
| 11. Dezember | Hans Taschner                            | deutscher KZ-Überlebender                                                              | 102   |        |
| 12. Dezember | Tschabua Amiredschibi                    | georgischer Schriftsteller                                                             | 92    |        |
| 12. Dezember | Robert Barbault                          | französischer Biologe                                                                  | 70    |        |
| 12. Dezember | Abraham Briloff                          | US-amerikanischer Wirtschaftswissenschaftler                                           | 96    |        |
| 12. Dezember | Pawel Borissowitsch Bykow                | sowjetischer Dreher                                                                    | 99    |        |
| 12. Dezember | Jang Song-thaek                          | nordkoreanischer Politiker                                                             | 67    |        |
| 12. Dezember | Zbigniew Karkowski                       | polnischer Experimentalmusiker                                                         | 55    |        |
| 12. Dezember | Benny Lai                                | italienischer Journalist                                                               | 88    |        |
| 12. Dezember | Tom Laughlin                             | US-amerikanischer Schauspieler und Regisseur                                           | 82    |        |
| 12. Dezember | Maria Lidka                              | deutsch-britische Violinistin                                                          | 99    |        |
| 12. Dezember | Abdul Kader Molla                        | bangladeschischer Politiker                                                            | 65    |        |
| 12. Dezember | Hans Neusel                              | deutscher Jurist und politischer Beamter                                               | 86    |        |
| 12. Dezember | Erwin Reichert                           | deutscher Politiker                                                                    | 65    |        |
| 12. Dezember | Angelo Rizzoli Jr.                       | italienischer Verleger, Fernseh- und Filmproduzent                                     | 70    |        |
| 12. Dezember | Leo Sachs                                | israelischer Biologe                                                                   | 89    |        |
| 12. Dezember | Joachim Telle                            | deutscher Philologe                                                                    | 74    |        |
| 12. Dezember | Sepp Tezak                               | österreichischer Eisenbahnhistoriker und -maler                                        | 90    |        |
| 12. Dezember | Audrey Totter                            | US-amerikanische Schauspielerin                                                        | 94    |        |
| 12. Dezember | Charles M. Vest                          | US-amerikanischer Ingenieur                                                            | 72    |        |
| 12. Dezember | Bruno Wiesler                            | österreichischer Luftfahrtingenieur                                                    | 53    |        |
| 12. Dezember | Albert P. Wilson                         | US-amerikanischer Filmeditor                                                           | 91    |        |
| 12. Dezember | Rae Woodland                             | britische Opernsängerin                                                                | 91    |        |
| 13. Dezember | Marcel Cellier                           | Schweizer Musikproduzent und -ethnologe                                                | 88    |        |
| 13. Dezember | Daniel Escobar                           | US-amerikanischer Schauspieler                                                         | 49    |        |
| 13. Dezember | Dieter Farny                             | deutscher Wirtschaftswissenschaftler                                                   | 79    |        |
| 13. Dezember | Theo Fischer                             | deutscher Autor                                                                        |       |        |
| 13. Dezember | Dinesh Gandhi                            | indischer Filmproduzent                                                                | 65    |        |
| 13. Dezember | Raymund Kottje                           | deutscher Historiker                                                                   | 86    |        |
| 13. Dezember | Kim Kuk-thae                             | nordkoreanischer Politiker                                                             | 89    |        |
| 13. Dezember | Wolf-Dieter Lampke                       | deutscher Radrennfahrer und Radsporttrainer                                            | 75    |        |
| 13. Dezember | Harvey Littleton                         | US-amerikanischer Glaskünstler                                                         | 91    |        |
| 13. Dezember | Hugh Nissenson                           | US-amerikanischer Schriftsteller                                                       | 80    |        |
| 13. Dezember | Zafer Önen                               | türkischer Schauspieler                                                                | 92    |        |
| 13. Dezember | Rune Öfwerman                            | schwedischer Jazzpianist, Arrangeur und Orchesterleiter                                | 80    |        |
| 13. Dezember | Algirdas Sadkauskas                      | litauischer Politiker                                                                  | 66    |        |
| 13. Dezember | Horst Tomayer                            | deutscher Dichter, Kolumnist und Schauspieler                                          | 75    |        |
| 14. Dezember | Geoffrey Wallis Steuart Barrow           | britischer Historiker                                                                  | 89    |        |
| 14. Dezember | Janet Dailey                             | US-amerikanische Schriftstellerin                                                      | 69    |        |
| 14. Dezember | Uwe Hansel                               | deutscher Fußballspieler                                                               | 57    |        |
| 14. Dezember | Dennis Lindley                           | britischer Statistiker                                                                 | 90    |        |
| 14. Dezember | Frank Lobdell                            | US-amerikanischer Maler und Grafiker                                                   | 92    |        |
| 14. Dezember | Peter O’Toole                            | irischer Schauspieler                                                                  | 81    |        |
| 14. Dezember | Wyn Roberts, Baron Roberts of Conwy      | britischer Politiker                                                                   | 83    |        |
| 14. Dezember | George Rodrigue                          | US-amerikanischer Maler                                                                | 69    |        |
| 14. Dezember | Heinrich Übleis                          | österreichischer Jurist und Politiker                                                  | 80    |        |
| 14. Dezember | David Wertman                            | US-amerikanischer Jazz-Bassist und Komponist                                           | 61    |        |
| 15. Dezember | Hilmar Beine                             | deutscher Journalist                                                                   | 63    |        |
| 15. Dezember | Enrique Beltrán Mullin                   | uruguayischer Journalist und Politiker                                                 | 95    |        |
| 15. Dezember | Harold Camping                           | US-amerikanischer Radioprediger                                                        | 92    |        |
| 15. Dezember | Jean-Claude Dysli                        | Schweizer Westernreiter                                                                | 78    |        |
| 15. Dezember | Joan Fontaine                            | US-amerikanische Schauspielerin                                                        | 96    |        |
| 15. Dezember | Helmar Frank                             | deutscher Mathematiker und Kybernetiker                                                | 80    |        |
| 15. Dezember | Lawrence O. Kitchen                      | US-amerikanischer Manager                                                              | 90    |        |
| 15. Dezember | Helmut Liebermann                        | deutscher Diplomat                                                                     | 90    | [ 4 ]  |
| 15. Dezember | Adolf W. Lohmann                         | deutscher Physiker                                                                     | 87    |        |
| 15. Dezember | Sis Ram Ola                              | indischer Politiker                                                                    | 86    |        |
| 15. Dezember | Hubert Trimmel                           | österreichischer Höhlenforscher                                                        | 89    |        |
| 16. Dezember | Lubomír Dorůžka                          | tschechischer Musikwissenschaftler und -journalist                                     | 89    |        |
| 16. Dezember | Roger Gentry                             | US-amerikanischer Schauspieler                                                         | 79    |        |
| 16. Dezember | Heinz Kassung                            | deutscher Künstler                                                                     | 78    |        |
| 16. Dezember | Ray Price                                | US-amerikanischer Country-Sänger                                                       | 87    |        |
| 16. Dezember | John M. Rosenfield                       | US-amerikanischer Kunsthistoriker und Ostasienwissenschaftler                          | 89    |        |
| 16. Dezember | Detlef Rößler                            | deutscher Archäologe                                                                   | 71    |        |
| 16. Dezember | Jörg Schwarzenberger                     | österreichischer Künstler                                                              | 70    |        |
| 16. Dezember | George L. Shinn                          | US-amerikanischer Banker                                                               | 90    |        |
| 16. Dezember | Keith Symon                              | US-amerikanischer Physiker                                                             | 93    |        |
| 16. Dezember | Michiaki Takahashi                       | japanischer Virologe                                                                   | 85    |        |
| 16. Dezember | Uthradom Thirunal Marthanda Varma        | indischer Adliger                                                                      | 91    |        |
| 16. Dezember | Arie Vermeer                             | niederländischer Fußballspieler                                                        | 91    |        |
| 16. Dezember | Zvi Yanai                                | israelischer Philosoph und Publizist                                                   | 78    |        |
| 17. Dezember | Richard Britnell                         | britischer Historiker                                                                  | 69    |        |
| 17. Dezember | Fred Bruemmer                            | kanadischer Tierfotograf und Schriftsteller                                            | 84    |        |
| 17. Dezember | Ārvaldis Andrejs Brumanis                | lettischer Bischof                                                                     | 87    |        |
| 17. Dezember | Patrick T. Caffery                       | US-amerikanischer Politiker                                                            | 81    |        |
| 17. Dezember | Ricardo María Carles Gordó               | spanischer Kardinal                                                                    | 87    |        |
| 17. Dezember | Rudolf Filkus                            | tschechoslowakischer Ökonom und Politiker                                              | 86    |        |
| 17. Dezember | Heinz Glück                              | deutscher Politiker                                                                    | 89    |        |
| 17. Dezember | Richard D. Heffner                       | US-amerikanischer Historiker und Fernsehmoderator                                      | 88    |        |
| 17. Dezember | Achim Kubinski                           | deutscher Künstler, Komponist und Galerist                                             | 62    |        |
| 17. Dezember | Robert Neuwirth                          | US-amerikanischer Mediziner                                                            | 80    |        |
| 17. Dezember | Mário de Oliveira                        | portugiesischer Architekt                                                              | 98    |        |
| 17. Dezember | Janet Rowley                             | US-amerikanische Hämatologin                                                           | 88    |        |
| 17. Dezember | Ejad al-Sarradsch                        | palästinensischer Psychiater und Menschenrechtler                                      | 70    |        |
| 17. Dezember | Leland Smith                             | US-amerikanischer Komponist, Fagottist und Musikpädagoge                               | 88    |        |
| 17. Dezember | Alexa Uifăleanu                          | rumänischer Fußballspieler und -trainer                                                | 66    |        |
| 17. Dezember | Robert Weides                            | luxemburgischer Statistiker                                                            | 70    |        |
| 17. Dezember | Teruo Murakami                           | japanischer Tischtennisspieler                                                         |       |        |
| 18. Dezember | Paul Bäumer                              | niederländischer Musiker                                                               | 37    |        |
| 18. Dezember | Ronald Biggs                             | britischer Postzugräuber                                                               | 84    |        |
| 18. Dezember | Elisabeth Dörler                         | österreichische Theologin                                                              | 54    |        |
| 18. Dezember | Othmar Hackl                             | deutscher Militärhistoriker und General                                                | 81    |        |
| 18. Dezember | Ivan Kaminow                             | US-amerikanischer Physiker                                                             | 83    |        |
| 18. Dezember | Martin Klewitz                           | deutscher Kunsthistoriker                                                              | 96    |        |
| 18. Dezember | Martin Koeman                            | niederländischer Fußballspieler                                                        | 75    |        |
| 18. Dezember | Graham Mackay                            | südafrikanischer Geschäftsmann                                                         | 64    |        |
| 18. Dezember | Larry Lujack                             | US-amerikanischer Radiomoderator                                                       | 73    |        |
| 18. Dezember | Dolf Rabus                               | deutscher Festivalleiter                                                               | 67    | [ 5 ]  |
| 18. Dezember | Hans Rieder                              | österreichischer Politiker                                                             | 73    |        |
| 18. Dezember | Abdelhamid I. Sabra                      | ägyptischer Wissenschaftshistoriker                                                    | ≈89   |        |
| 18. Dezember | Esko Salminen                            | finnischer Medienwissenschaftler                                                       | 76    |        |
| 18. Dezember | Paul Torday                              | britischer Schriftsteller                                                              | 67    |        |
| 18. Dezember | Arnold Wirtgen                           | deutscher Militärhistoriker                                                            | 87    |        |
| 19. Dezember | Herb Geller                              | US-amerikanischer Jazzmusiker, Komponist und Arrangeur                                 | 85    | [ 6 ]  |
| 19. Dezember | Winton Dean                              | britischer Musikwissenschaftler                                                        | 97    |        |
| 19. Dezember | Al Goldstein                             | US-amerikanischer Herausgeber                                                          | 77    |        |
| 19. Dezember | Nikolaus Himmelmann                      | deutscher Klassischer Archäologe                                                       | 84    |        |
| 19. Dezember | Hideo Kanaya                             | japanischer Motorradrennfahrer                                                         | 68    |        |
| 19. Dezember | Hans Kvalbein                            | norwegischer Theologe                                                                  | 71    |        |
| 19. Dezember | Nae Lăzărescu                            | rumänischer Schauspieler                                                               | 72    |        |
| 19. Dezember | Krzysztof Marcinkowski                   | polnischer Fußballspieler                                                              | 53    |        |
| 19. Dezember | Peter R. Sahm                            | deutscher Ingenieur                                                                    | 79    |        |
| 19. Dezember | Anke Schäfer                             | deutsche Verlegerin und feministisch-lesbische Aktivistin                              | 75    |        |
| 19. Dezember | Ružica Sokić                             | jugoslawische bzw. serbische Schauspielerin                                            | 79    |        |
| 19. Dezember | Ned Vizzini                              | US-amerikanischer Schriftsteller                                                       | 32    |        |
| 19. Dezember | Günther Ziegler                          | deutscher Radsportler und Radsporttrainer                                              | 80    |        |
| 20. Dezember | Armand Audaire                           | französischer Radrennfahrer                                                            | 89    |        |
| 20. Dezember | Helmut Bock                              | deutscher Historiker                                                                   | 85    |        |
| 20. Dezember | Pjotr Bolotnikow                         | sowjetischer Leichtathlet                                                              | 83    |        |
| 20. Dezember | Juri Dubinin                             | sowjetischer Diplomat und russischer Politiker                                         | 83    |        |
| 20. Dezember | Ricky Dunigan                            | US-amerikanischer Rapper                                                               | 40    |        |
| 20. Dezember | Peter A. Ingwersen                       | deutscher Musikverleger                                                                | 82    |        |
| 20. Dezember | Helen Keiser                             | Schweizer Schriftstellerin und Fotografin                                              | 87    |        |
| 20. Dezember | Heinz Kozur                              | deutscher Paläontologe und Stratigraph                                                 | 71    |        |
| 20. Dezember | Nelly Omar                               | argentinische Tango-Sängerin                                                           | 102   |        |
| 20. Dezember | David Richards                           | britischer Musikproduzent                                                              | 57    |        |
| 20. Dezember | Bert Robiné                              | deutscher Journalist                                                                   | 86    |        |
| 20. Dezember | Reginaldo Rossi                          | brasilianischer Sänger und Komponist                                                   | 69    |        |
| 20. Dezember | Dharmesh Sangwan                         | indischer Ruderer                                                                      | 32    |        |
| 20. Dezember | Stanley Shaldon                          | britischer Mediziner                                                                   | 82    |        |
| 20. Dezember | Elisabeth Sigmund                        | österreichische Kosmetologin und Unternehmerin                                         | 99    |        |
| 20. Dezember | Manfred Wiener                           | österreichischer Musiker, Komponist und Arrangeur sowie Musikpädagoge                  | 52    |        |
| 21. Dezember | Trigger Alpert                           | US-amerikanischer Jazzmusiker                                                          | 97    |        |
| 21. Dezember | Lorenz Beck                              | deutscher Archivar, Historiker und Paläograf                                           | 44    |        |
| 21. Dezember | Edgar Miles Bronfman senior              | kanadisch-US-amerikanischer Unternehmer und Präsident des Jüdischen Weltkongresses     | 84    |        |
| 21. Dezember | Alain Buffard                            | französischer Tänzer und Choreograf                                                    | 53    |        |
| 21. Dezember | David Coleman                            | britischer Sportmoderator                                                              | 87    |        |
| 21. Dezember | Lars Edlund                              | schwedischer Komponist und Kirchenmusiker                                              | 91    |        |
| 21. Dezember | John Eisenhower                          | US-amerikanischer General und Diplomat                                                 | 91    |        |
| 21. Dezember | Wolf Funfack                             | deutscher Mediziner und Unternehmer                                                    | 67    |        |
| 21. Dezember | Peter Geach                              | britischer Philosoph                                                                   | 97    |        |
| 21. Dezember | Richard Hart                             | jamaikanischer Historiker und Politiker                                                | 96    |        |
| 21. Dezember | Rodolfo P. Hernandez                     | US-amerikanischer Kriegsveteran                                                        | 82    |        |
| 21. Dezember | Heinrich Koller                          | österreichischer Historiker                                                            | 89    |        |
| 21. Dezember | Björn J:son Lindh                        | schwedischer Komponist und Flötist                                                     | 69    |        |
| 21. Dezember | Eduard Mändle                            | deutscher Wirtschaftswissenschaftler                                                   | 77    |        |
| 21. Dezember | Ismat Abdal Maguid                       | ägyptischer Diplomat                                                                   | 90    |        |
| 21. Dezember | Aristóteles Picho                        | peruanischer Schauspieler und Regisseur                                                | 56    |        |
| 21. Dezember | Kęstutis Povilas Paukštys                | lettischer Politiker                                                                   | 73    |        |
| 21. Dezember | Kallinikos Pippas                        | griechischer Bischof                                                                   | 77    |        |
| 21. Dezember | Antje Siebrecht                          | deutsche bildende Künstlerin                                                           | 55    |        |
| 21. Dezember | Walter Thul                              | deutscher Medienmanager                                                                | 61    |        |
| 21. Dezember | Gerhard Weidemann                        | deutscher Ökologe                                                                      | 79    |        |
| 21. Dezember | Marv Wolfenson                           | US-amerikanischer Unternehmer und Basketballvereinseigner                              | 87    |        |
| 22. Dezember | Felix Baur                               | Schweizer Radrennfahrer                                                                | 21    |        |
| 22. Dezember | Angy Burri                               | Schweizer Künstler und Musiker                                                         | 74    |        |
| 22. Dezember | Diomedes Díaz                            | kolumbianischer Sänger                                                                 | 56    |        |
| 22. Dezember | Justus Eccarius                          | deutscher Fußballspieler                                                               | 89    | [ 7 ]  |
| 22. Dezember | Reginald A. Foakes                       | britischer Literaturwissenschaftler                                                    | 90    |        |
| 22. Dezember | John Grefe                               | US-amerikanischer Schachspieler                                                        | 66    |        |
| 22. Dezember | Roberto Gutiérrez                        | spanischer Kulturunternehmer                                                           | 48    |        |
| 22. Dezember | Hans Hækkerup                            | dänischer Politiker                                                                    | 68    |        |
| 22. Dezember | David Kvebæk                             | norwegischer Familientherapeut und Autor                                               | 80    |        |
| 22. Dezember | Walther H. Lechler                       | deutscher Neuropsychiater und Psychotherapeut                                          | 90    |        |
| 22. Dezember | Ernest Nicholson                         | britischer Theologe und Universitätsprovost                                            | 75    |        |
| 22. Dezember | Oscar Peer                               | Schweizer Schriftsteller                                                               | 85    |        |
| 22. Dezember | Lázaro Rivas                             | kubanischer Ringer                                                                     | 38    |        |
| 22. Dezember | Euris Vidal                              | dominikanischer Radrennfahrer                                                          | 26    |        |
| 22. Dezember | Marco Zappia                             | US-amerikanischer Filmeditor                                                           | 76    |        |
| 23. Dezember | Roland Bielmeier                         | deutscher Sprachwissenschaftler, Orientalist und Hochschullehrer                       | 70    |        |
| 23. Dezember | Stan Brooks                              | US-amerikanischer Radiojournalist                                                      | 86    |        |
| 23. Dezember | Rick Cassidy                             | US-amerikanisches Model, Bodybuilder und Pornodarsteller                               | 70    |        |
| 23. Dezember | Chryssa                                  | griechisch-US-amerikanische Künstlerin                                                 | 79    |        |
| 23. Dezember | Patrick Etolu                            | ugandischer Leichtathlet                                                               | 78    |        |
| 23. Dezember | Titus Heydenreich                        | deutscher Romanist, Italianist und Hispanist                                           | 77    | [ 8 ]  |
| 23. Dezember | Petra Kabus                              | deutsche Germanistin, Autorin und Verlagslektorin                                      | 50    |        |
| 23. Dezember | Michail Kalaschnikow                     | russischer Waffenkonstrukteur                                                          | 94    |        |
| 23. Dezember | Yusef Lateef                             | US-amerikanischer Jazzmusiker und -komponist                                           | 93    |        |
| 23. Dezember | Ricky Lawson                             | US-amerikanischer Musiker                                                              | 59    |        |
| 23. Dezember | András Pándy                             | belgischer Serienmörder                                                                | 86    |        |
| 23. Dezember | Jeff Pollack                             | US-amerikanischer Regisseur und Produzent                                              | 54    |        |
| 23. Dezember | Otfried Rau                              | deutscher Architekt                                                                    | 80    | [ 9 ]  |
| 23. Dezember | Ted Richmond                             | US-amerikanischer Filmproduzent                                                        | 103   |        |
| 23. Dezember | Vito Rizzuto                             | italienisch-kanadischer Mobster                                                        | 67    |        |
| 23. Dezember | Wiktor Sarianidi                         | sowjetischer Prähistoriker                                                             | 84    |        |
| 23. Dezember | Edward W. Veitch                         | US-amerikanischer Informatiker                                                         | 89    |        |
| 23. Dezember | Francisco Manuel Vieira                  | brasilianischer Bischof                                                                | 88    |        |
| 23. Dezember | Ulrich Weber                             | deutscher Rechtswissenschaftler                                                        | 79    |        |
| 23. Dezember | Robert W. Wilson                         | US-amerikanischer Philanthrop                                                          | 87    |        |
| 24. Dezember | Frédéric Back                            | kanadischer Filmanimator                                                               | 89    | [ 10 ] |
| 24. Dezember | Ian Graeme Barbour                       | US-amerikanischer Theologe und Physiker                                                | 90    |        |
| 24. Dezember | Rosa Bauer                               | deutsche Sozialarbeiterin                                                              | 91    |        |
| 24. Dezember | Michael Butler                           | britischer Diplomat                                                                    | 86    |        |
| 24. Dezember | Germán Coppini                           | spanischer Sänger                                                                      | 52    |        |
| 24. Dezember | André Samuel Dreiding                    | Schweizer Chemiker                                                                     | 94    |        |
| 24. Dezember | Gunnar Ericsson                          | schwedischer Sportfunktionär                                                           | 94    |        |
| 24. Dezember | Anne Fischer-Buck                        | deutsche Sozialpädagogin und Psychologin                                               | 93    |        |
| 24. Dezember | Soane Lilo Foliaki                       | tongaischer Bischof                                                                    | 80    |        |
| 24. Dezember | Fritz Greßnich                           | deutscher Politiker                                                                    | 86    |        |
| 24. Dezember | Allan McKeown                            | britischer Fernseh- und Theaterproduzent                                               | 67    |        |
| 24. Dezember | Martin Miller                            | britischer Unternehmer und Autor                                                       | 67    |        |
| 24. Dezember | Helga M. Novak                           | deutsch-isländische Schriftstellerin                                                   | 78    |        |
| 24. Dezember | Jean Rustin                              | französischer Maler                                                                    | 85    |        |
| 24. Dezember | R. Mansell Prothero                      | britischer Geograph                                                                    | 89    |        |
| 24. Dezember | Serghei Stroenco                         | moldauischer Fußballspieler und -trainer                                               | 46    |        |
| 24. Dezember | Adolf Theis                              | deutscher Jurist                                                                       | 80    |        |
| 25. Dezember | Franz Dietrich                           | Schweizer Politiker                                                                    | 85    |        |
| 25. Dezember | Birger Gerhardsson                       | schwedischer Theologe                                                                  | 87    |        |
| 25. Dezember | David R. Harris                          | britischer Geograph und Archäologe                                                     | 83    |        |
| 25. Dezember | Wayne Harrison                           | englischer Fußballspieler                                                              | 46    |        |
| 25. Dezember | Mike Hegan                               | US-amerikanischer Baseballspieler und Sportreporter                                    | 71    |        |
| 25. Dezember | Jorge Loring Miró                        | spanischer Ordensgeistlicher und Autor                                                 | 92    |        |
| 25. Dezember | Joseph Milz                              | deutscher Historiker, Archäologe und Archivar                                          | 79    |        |
| 25. Dezember | Wilhelm Pällmann                         | deutscher Jurist                                                                       | 79    |        |
| 25. Dezember | Martin Persch                            | deutscher Theologe und Historiker                                                      | 65    |        |
| 25. Dezember | Sepp Schwarz                             | österreichischer Grafiker und Holzschneider                                            | 96    |        |
| 25. Dezember | Adnan Şenses                             | türkischer Sänger und Schauspieler                                                     | 78    |        |
| 25. Dezember | Wilbur Thompson                          | US-amerikanischer Leichtathlet                                                         | 92    |        |
| 25. Dezember | Peter Vujica                             | österreichischer Autor und Komponist                                                   | 76    |        |
| 25. Dezember | Pierre Wininger                          | französischer Comiczeichner                                                            | 63    |        |
| 26. Dezember | Malena Alvarado                          | venezolanische Schauspielerin                                                          | 59    |        |
| 26. Dezember | Nag Ansorge                              | Schweizer Trickfilmregisseur                                                           | 88    |        |
| 26. Dezember | Albino Aroso                             | portugiesischer Arzt und Politiker                                                     | 90    |        |
| 26. Dezember | Paul Blair                               | US-amerikanischer Baseballspieler                                                      | 69    |        |
| 26. Dezember | Gerardo Bönnhoff                         | argentinischer Leichtathlet deutscher Herkunft                                         | 87    |        |
| 26. Dezember | Hans-Joachim Bormeister                  | deutscher Forstwirtschaftler                                                           | 86    |        |
| 26. Dezember | Otis Charles                             | US-amerikanischer anglikanischer Bischof                                               | 87    |        |
| 26. Dezember | Doctor Tangalanga                        | argentinischer Humorist                                                                | 97    |        |
| 26. Dezember | Boyd Lee Dunlop                          | US-amerikanischer Jazzpianist                                                          | 87    |        |
| 26. Dezember | Marta Eggerth                            | ungarische Operettensängerin und Filmschauspielerin                                    | 101   |        |
| 26. Dezember | Juan Manuel Goires                       | argentinischer Künstler                                                                | 71    |        |
| 26. Dezember | Klaus Heuer                              | deutscher Jurist                                                                       | 83    | [ 11 ] |
| 26. Dezember | Gabriel Nápole                           | argentinischer Theologe                                                                | 54    |        |
| 26. Dezember | Jürgen Peters                            | deutscher Germanist                                                                    | 73    |        |
| 26. Dezember | Wolfram Pflug                            | deutscher Landschaftsökologe                                                           | 90    |        |
| 26. Dezember | Peter Stössel                            | Schweizer Unternehmer                                                                  | 69    |        |
| 26. Dezember | Egon Susset                              | deutscher Politiker                                                                    | 84    |        |
| 26. Dezember | Annemette Svendsen                       | dänische Schauspielerin                                                                | 85    |        |
| 26. Dezember | Michel Tauriac                           | französischer Journalist und Schriftsteller                                            | 86    |        |
| 26. Dezember | Harold Whitaker                          | britischer Trickfilmzeichner                                                           | 93    |        |
| 27. Dezember | Richard Ambler                           | britischer Biochemiker und Mikrobiologe                                                | 80    |        |
| 27. Dezember | Erica Beer                               | deutsche Schauspielerin                                                                | 88    |        |
| 27. Dezember | Dieter Berndt                            | deutscher Ingenieur, Hochschuldozent und Unternehmer                                   | 75    |        |
| 27. Dezember | Carter Camp                              | US-amerikanischer Indigenenführer                                                      | 72    |        |
| 27. Dezember | Gonzalo Carrasco                         | chilenischer Fußballspieler                                                            | 78    |        |
| 27. Dezember | Alexander Cullen                         | britischer Elektroingenieur                                                            | 93    |        |
| 27. Dezember | Rosa Dschamanowa                         | sowjetische Opernsängerin                                                              | 85    |        |
| 27. Dezember | Rollo Gebhard                            | deutscher Segler                                                                       | 92    |        |
| 27. Dezember | Peter Hall                               | britischer Priester der Church of England, Suffraganbischof von Woolwich               | 83    |        |
| 27. Dezember | Hans Hoss                                | deutscher Jurist und Politiker                                                         | 90    |        |
| 27. Dezember | Adolf Lunzer                             | österreichischer Konditor                                                              | 75    |        |
| 27. Dezember | Fernando Martínez                        | bolivianischer Filmregisseur und -drehbuchautor                                        | 38    |        |
| 27. Dezember | Gunn Olsen                               | norwegische Politikerin                                                                | 59    |        |
| 27. Dezember | Manuel Rodero                            | mexikanischer American-Football-Trainer                                                | 83    |        |
| 27. Dezember | Mohammed Schattah                        | libanesischer Politiker                                                                | 62    |        |
| 27. Dezember | Farooq Shaikh                            | indischer Schauspieler                                                                 | 65    |        |
| 27. Dezember | Fernando Ureña Rib                       | dominikanischer Schriftsteller und Maler                                               | 62    |        |
| 27. Dezember | Clark Vreeland                           | US-amerikanischer Musiker, Songwriter und Produzent                                    | 62    |        |
| 27. Dezember | Kenneth Wapnick                          | US-amerikanischer Psychologe und Psychotherapeut                                       | 71    |        |
| 28. Dezember | Elisabeth Altenrichter-Dicke             | deutsche Malerin                                                                       | 84    |        |
| 28. Dezember | Halton Arp                               | US-amerikanischer Astronom                                                             | 86    |        |
| 28. Dezember | Caspar Arquint                           | Schweizer Unternehmer                                                                  | 91    |        |
| 28. Dezember | Ignatios Agapios El Anba Bishoi          | ägyptischer Bischof                                                                    | 79    |        |
| 28. Dezember | Esther Borja                             | kubanische Sängerin                                                                    | 100   |        |
| 28. Dezember | Robert Boscawen                          | britischer Politiker                                                                   | 90    |        |
| 28. Dezember | Dwayne Burno                             | US-amerikanischer Bassist                                                              | 43    |        |
| 28. Dezember | José Consuegra Higgins                   | kolumbianischer Schriftsteller und Sozialwissenschaftler                               | 89    |        |
| 28. Dezember | Doe B                                    | US-amerikanischer Rapper                                                               | 22    |        |
| 28. Dezember | Laurent Chappis                          | französischer Architekt und Stadtplaner                                                | 98    |        |
| 28. Dezember | Sheila Guyse                             | US-amerikanische Schauspielerin und Sängerin                                           | 88    |        |
| 28. Dezember | Andrew Jacobs junior                     | US-amerikanischer Politiker                                                            | 81    |        |
| 28. Dezember | Margrit Kennedy                          | deutsche Ökologin und Kapitalismuskritikerin                                           | 74    |        |
| 28. Dezember | Lorenz G. Löffler                        | Schweizer Ethnologe                                                                    | 83    |        |
| 28. Dezember | Joseph Ruskin                            | US-amerikanischer Schauspieler                                                         | 89    |        |
| 28. Dezember | Karl Schultz-Köln                        | deutsch-finnischer Keramikkünstler und Maler                                           | 92    |        |
| 28. Dezember | Harold Simmons                           | US-amerikanischer Unternehmer                                                          | 82    |        |
| 28. Dezember | Antonio Villareal                        | kubanischer Ökonom und Dissident                                                       | 63    |        |
| 28. Dezember | Ilja Zymbalar                            | russisch-ukrainischer Fußballspieler und -trainer                                      | 44    |        |
| 29. Dezember | Alewtina Aparina                         | russische Politikerin                                                                  | 72    |        |
| 29. Dezember | Eugenia Avendaño                         | mexikanische Schauspielerin und Synchronsprecherin                                     | 83    |        |
| 29. Dezember | Benjamin Curtis                          | US-amerikanischer Musiker                                                              | 35    |        |
| 29. Dezember | Connie Dierking                          | US-amerikanischer Basketballspieler                                                    | 77    |        |
| 29. Dezember | Claus Dittbrenner                        | deutscher Politiker                                                                    | 61    |        |
| 29. Dezember | Hans Giesecke                            | deutscher Tischtennisfunktionär                                                        | 81    |        |
| 29. Dezember | Ubaldo Gil Flores                        | ecuadorianischer Schriftsteller                                                        | 49    |        |
| 29. Dezember | Andy Granatelli                          | US-amerikanischer Autorennfahrer und Rennstallbesitzer                                 | 90    |        |
| 29. Dezember | Hsia Chih-tsing                          | chinesischer Literaturwissenschaftler und -kritiker                                    | 92    |        |
| 29. Dezember | Wojciech Kilar                           | polnischer Komponist                                                                   | 81    |        |
| 29. Dezember | Bessik Kuduchow                          | russischer Ringer                                                                      | 27    |        |
| 29. Dezember | Kay Mander                               | britische Dokumentarfilmerin                                                           | 98    |        |
| 29. Dezember | Mike O’Connor                            | US-amerikanischer Journalist                                                           | 67    |        |
| 29. Dezember | Susan Rasky                              | US-amerikanische Journalistin                                                          | 61    |        |
| 30. Dezember | Akeem Adams                              | Fußballspieler aus Trinidad und Tobago                                                 | 22    |        |
| 30. Dezember | Katja Andy                               | deutsch-US-amerikanische Pianistin                                                     | 106   |        |
| 30. Dezember | John Dominis                             | US-amerikanischer Fotograf und Fotojournalist                                          | 92    |        |
| 30. Dezember | Gerhard Guder                            | deutscher Architekt und Stadtplaner                                                    | 89    |        |
| 30. Dezember | Charlie Hill                             | US-amerikanischer Komiker                                                              | 62    |        |
| 30. Dezember | Werner Hollwich                          | deutscher Politiker                                                                    | 84    |        |
| 30. Dezember | Sjoerd Huisman                           | niederländischer Eisschnellläufer und Inlinespeedskater                                | 27    |        |
| 30. Dezember | Herbert Kupfer                           | deutscher Bauingenieur und Hochschullehrer                                             | 86    |        |
| 30. Dezember | Ilias Lalaounis                          | griechischer Juwelier                                                                  | 93    |        |
| 30. Dezember | Ernst Lechner                            | deutscher Politiker                                                                    | 88    |        |
| 30. Dezember | Eero Mäntyranta                          | finnischer Skilangläufer                                                               | 76    |        |
| 30. Dezember | Kinnaird R. McKee                        | US-amerikanischer Offizier, Admiral der US-Navy                                        | 84    |        |
| 30. Dezember | Eiichi Ohtaki                            | japanischer Musiker                                                                    | 65    |        |
| 30. Dezember | Paul Sally                               | US-amerikanischer Mathematiker                                                         | 80    |        |
| 30. Dezember | Jaime Quijandría Salmón                  | peruanischer Politiker                                                                 | 70    |        |
| 30. Dezember | Christl Schönfeldt                       | österreichische Opernballorganisatorin                                                 | 97    |        |
| 30. Dezember | Lakshmi Shankar                          | indische Sängerin                                                                      | 87    |        |
| 30. Dezember | Ibrahima Sylla                           | senegalesischer Musikproduzent                                                         | 59    |        |
| 30. Dezember | Geoffrey Wheeler                         | britischer Radio- und Fernsehmoderator                                                 | 83    |        |
| 30. Dezember | Eva Zeidler                              | deutsche Schauspielerin und Theaterautorin                                             | 85    |        |
| 31. Dezember | Jan A. Ahlers                            | deutscher Unternehmer                                                                  | 79    | [ 12 ] |
| 31. Dezember | Antonio Allocca                          | italienischer Schauspieler                                                             | 76    |        |
| 31. Dezember | James Avery                              | US-amerikanischer Schauspieler                                                         | 68    |        |
| 31. Dezember | Klaus Beyreiss                           | deutscher Mediziner                                                                    | 79    | [ 13 ] |
| 31. Dezember | John Fortune                             | britischer Komiker                                                                     | 74    |        |
| 31. Dezember | Mario Garriba                            | italienischer Schauspieler und Filmregisseur                                           | 69    |        |
| 31. Dezember | Evrard Godefroid                         | belgischer Radrennfahrer                                                               | 81    |        |
| 31. Dezember | Joaquim Gonçalves                        | portugiesischer Bischof                                                                | 77    |        |
| 31. Dezember | Bobby Gordon                             | US-amerikanischer Jazz-Klarinettist                                                    | 72    |        |
| 31. Dezember | Bob Grant                                | US-amerikanischer Radiomoderator                                                       | 84    |        |
| 31. Dezember | Sigrid Kahle                             | schwedische Journalistin und Autorin                                                   | 85    |        |
| 31. Dezember | Irina Korschunow                         | deutsche Schriftstellerin                                                              | 88    | [ 14 ] |
| 31. Dezember | Wanda Kruszewska                         | polnische Schauspielerin                                                               | 92    |        |
| 31. Dezember | Slobodan Medić                           | serbischer Kriegsverbrecher                                                            | 47    |        |
| 31. Dezember | Juan „El Torta“ Moneo                    | spanischer Flamenco-Sänger                                                             | 60    |        |
| 31. Dezember | Bruno Moravetz                           | deutscher Sportreporter                                                                | 92    |        |
| 31. Dezember | Hermann Müller                           | deutscher Politiker                                                                    | 78    |        |
| 31. Dezember | T. C. Narendran                          | indischer Biologe                                                                      | 69    |        |
| 31. Dezember | Gerd Naujoks                             | deutscher Ruderer                                                                      | 54    |        |
| 31. Dezember | Johnny Orr                               | US-amerikanischer Basketballspieler und -trainer                                       | 86    |        |
| 31. Dezember | Al Porcino                               | US-amerikanischer Jazztrompeter                                                        | 88    |        |
| 31. Dezember | Jürgen Reipka                            | deutscher Maler                                                                        | 77    |        |
| 31. Dezember | Ljubomir Tadić                           | jugoslawischer bzw. serbischer Philosoph                                               | 88    |        |
| 31. Dezember | Harry Walter                             | deutscher Fotograf und Werbefachmann                                                   | 84    |        |
| 31. Dezember | Lidija Wertinskaja                       | sowjetische Schauspielerin                                                             | 90    |        |
| 31. Dezember | Werner Wittig                            | deutscher Maler, Holzstecher und Druckgrafiker                                         | 83    |        |